# Sinjë
Sinjë är en kommundel och administrativt centrum i Berat kommun i Albanien i den centrala delen av landet, 80 km söder om huvudstaden Tirana.
```
Runt Sinjë är det ganska tätbefolkat, med 
160
 invånare per kvadratkilometer.
[
2
]
```